# Studio Skrän
Studio Skrän var ett svenskt radioprogram som sändes från Växjö under mitten av 1980-talet med fokus på den svenska hårdrocksscenen. Programmet leddes av Pär Fontander och Marianne Kristensson och spelade en viktig roll i att främja genren genom att presentera musik och intervjuer med olika artister. Det sändes på Sveriges Radio P3 och lyfte fram både nya och etablerade svenska hårdrocksband.
Bland de artister som medverkade fanns bland annat Silver Mountain och Syron Vanes, vilket gjorde Studio Skrän till en central plattform för att sprida hårdrocksrörelsen i Sverige. 1984 var Fontander också delaktig i programmet tillsammans med Kristensson, och programmet hjälpte till att lyfta fram många av de heavy metal-talanger som växte fram under den tiden. Showen tilltalade rockentusiaster och bidrog till den växande rockkulturen i Sverige genom att koppla samman publiken med ny musik och exklusiva intervjuer.